# Superfamilija (proteini)
Superfamilija (SUPERFAMILY) je baza podataka koja sadrži strukturnu i funkcionalnu anotaciju svih proteina i genoma.
Ova anotacija bazirana na kolekciji skrivenih Markovljevih modela, koji predstavljaju strukturne proteinske domene na nivou  superfamilije.
Grupe superfamilije formiraju domene koji imaju evolucione odnose. Anotacija je formirana skeniranjem proteinskih sekvenci kompletno sekvenciranih genoma koristeći skrivene Markovljeve modele.
Za svaki protein se može:
- Poslati sekvenca za SCOP klasifikaciju
- Razmatrati organizacija domena, poravnavanja sekvenci i detalji proteinskih sekvenci